# Filipp Sergeevič Oktjabr'skij
Filipp Sergeevič Oktjabr'skij, nato Ivanov (in russo Фили́пп Серге́евич Октя́брьский (Ивано́в)?; Lukšino, 23 ottobre 1899 – Sebastopoli, 8 luglio 1969), è stato un ammiraglio sovietico, comandante in capo della Flotta del Mar Nero della Marina militare sovietica durante la seconda guerra mondiale.

## Biografia
Nato nel villaggio di Lukšino nei pressi di Tver', nell'allora Impero russo, Oktjabr'skij si arruolò in marina nel 1918; membro della prima ora del Partito Comunista, combatté nella guerra civile russa prima di laurearsi nel 1922 presso l'Università di Pietrogrado. Dopo un breve periodo di servizio presso il dipartimento di propaganda dell'Armata Rossa, tornò in forza alla Marina sovietica e si diplomò presso l'accademia navale Frunze di Leningrado; nel corso degli anni 1930 ebbe diversi incarichi di comando presso la Flotta del Baltico e la Flotta del Pacifico, prima di essere nominato, con il grado di ammiraglio, comandante della Flotta del Mar Nero nel marzo 1939.
Al momento dell'invasione tedesca dell'URSS nel giugno 1941, Oktjabr'skij si trovò a dirigere le operazioni navali nel teatro del Mar Nero; sfruttando la superiorità numerica della Flotta del Mar Nero sulle poche unità navali tedesche e romene presenti nel bacino, Oktjabr'skij impostò subito una condotta offensiva, inviando i suoi sommergibili ad attaccare le linee commerciali nemiche e organizzando un'incursione navale di superficie contro il porto romeno di Costanza il 26 giugno conclusosi però con un insuccesso. A partire dall'agosto 1941 le navi di Oktjabr'skij furono intensamente impegnate durante gli eventi dell'assedio di Odessa, sostenendo con i loro grossi calibri gli assediati sovietici e trasportando continuamente rifornimenti e truppe di rinforzo nella piazzaforte; con lo sfondamento delle forze dell'Asse in Ucraina e Crimea, Oktjabr'skij riusì a convincere un sempre inflessibile Stalin a ritirare l'armata assediata a Odessa, ormai prossima alla capitolazione, per impiegarla più proficuamente altrove: ai primi di ottobre la Flotta del Mar Nero riuscì quindi a evacuare con successo da Odessa svariate migliaia di soldati sovietici con armi ed equipaggiamenti prima che la città cadesse in mano al nemico.
Il 4 novembre 1941 Oktjabr'skij assunse il comando delle forze sovietiche schierate a difesa di Sebastopoli, ormai prossima a essere investita dal nemico, con responsabilità sia per le operazioni navali che per quelle terrestri. Grazie alle truppe evacuate da Odessa e a nuovi rinforzi fatti affluire dalle regioni del Caucaso, Oktjabr'skij riuscì a bloccare le unità tedesche lanciate verso Sebastopoli e a obbligarle a impegnarsi in un lungo e defatigante assedio; le navi di Oktjabr'skij sostennero la difesa della piazzaforte con frequenti bombardamenti costieri e trasportando rinforzi e rifornimenti. Il 26 dicembre la Flotta del Mar Nero organizzò anche un contrattacco per alleggerire la pressione sulla città, sbarcando numerosi reparti nella penisola di Kerč' alle spalle delle linee dell'Asse: questo portò ai lunghi scontri della battaglia della penisola di Kerč', conclusisi infine nel maggio 1942 con una sconfitta dei sovietici. Attaccata in forze dai reparti dell'11ª Armata tedesca del generale Erich von Manstein, Sebastopoli infine dovette capitolare il 4 luglio 1942; per ordine di Stalin, Oktjabr'skij si sottrasse alla cattura fuggendo con il suo stato maggiore dalla piazzaforte a bordo di un aereo.
Oktjabr'skij continuò a dirigere la Flotta del Mar Nero durante i successivi eventi della battaglia del Caucaso, sostenendo con bombardamenti costieri e trasporti di rinforzi la difesa dagli attacchi tedeschi di città come Novorossijsk e Tuapse. Il 4 febbraio 1943 Oktjabr'skij comandò una massiccia operazione anfibia per ricatturare la città di Novorossijsk precedentemente caduta in mano ai tedeschi; lo scontro non arrise alle forze sovietiche: il contingente sbarcato a ovest di Novorossijsk fu completamente annientato dai difensori tedesco-romeni, mentre una forza secondaria scesa a terra a sud della città riuscì a occupare solo una modesta testa di ponte che venne mantenuta al prezzo di pesanti perdite. Incolpato dell'insuccesso, Oktjabr'skij fu rimosso dall'incarico nel maggio 1943 e destinato al meno prestigioso comando della Flottiglia dell'Amur in Estremo oriente, venendo sostituito alla guida della Flotta del Mar Nero dall'ammiraglio Lev Vladimirskij; nel marzo 1944, tuttavia, Oktjabr'skij riottenne il comando della Flotta del Mar Nero, che guidò negli ultimi anni della guerra.
Dopo la conclusione della seconda guerra mondiale, Oktjabr'skij continuò a ricoprire alti incarichi in seno alla Marina sovietica, servendo come vice comandante in capo della Marina e direttore dell'accademia navale di Sebastopoli; nel febbraio 1958 fu insignito del titolo di Eroe dell'Unione Sovietica, massima onorificenza nazionale. Ritiratosi dal servizio nel 1960, Oktjabr'skij morì l'8 luglio 1969 a Sebastopoli.
In suo onore un incrociatore classe Kresta II della Marina sovietica, in servizio dal 1973 al 1993, ha portato il nome di Admiral Oktjabr'skij.